# Circonscription de Sidi Bennour
La circonscription de Berrechid est la circonscription législative marocaine de la province de Sidi Bennour située en région Casablanca-Settat. Elle est représentée dans la Xe législature par Abdelkader Kandil, Abdelghani Makhdad, Bouchaib Ammar et M'Hamed Abdelhak.

## Historique des députations
| Législature | Début de mandat  | Fin de mandat    | Députés élus | Députés élus            | Députés élus | Députés élus              | Députés élus | Députés élus               | Députés élus | Députés élus             |
| ----------- | ---------------- | ---------------- | ------------ | ----------------------- | ------------ | ------------------------- | ------------ | -------------------------- | ------------ | ------------------------ |
| IXe         | 26 novembre 2011 | 7 octobre 2016   |              | Abdelkader Kandil (RNI) |              | Abdelhak Ennaji (PPS)     |              | Mohammed Abou Elfaraj (PI) |              | Tahar Chakir (PAM)       |
| Xe          | 8 octobre 2016   | 8 septembre 2021 |              | Abdelkader Kandil (RNI) |              | M'Hamed Abdelhak (PJD)    |              | Bouchaib Ammar (PAM)       |              | Abdelghani Makhdad (PAM) |
| XIe         | 9 septembre 2021 | ?                |              | Abdelkader Kandil (RNI) |              | Abdelghani Mekhdad (USFP) |              | Mohamed Naji (PI)          |              | Abdelfattah Ammar (PAM)  |

## Historique des élections

### Découpage électoral d'octobre 2011

#### Élections de 2016
| Parti          | Parti                                                       | Voix    | %      | Député(s) élus     |  |
| -------------- | ----------------------------------------------------------- | ------- | ------ | ------------------ |  |
|                | Parti authenticité et modernité (PAM)                       | 34 020  | 34,33  | Abdelghani Makhdad |  |
| Bouchaib Ammar | Parti authenticité et modernité (PAM)                       | 34 020  | 34,33  |                    |  |
|                | Parti de la justice et du développement (PJD)               | 17 391  | 17,55  | Mustapha El Khalfi |  |
|                | Rassemblement national des indépendants (RNI)               | 12 048  | 12,16  | Abdelkader Kandil  |  |
|                | Parti du progrès et du socialisme (PPS)                     | 7 406   | 7,47   |                    |  |
|                | Parti de l'Istiqlal (PI)                                    | 6 609   | 6,67   |                    |  |
|                | Mouvement populaire (MP)                                    | 5 853   | 5,91   |                    |  |
|                | Union socialiste des forces populaires (USFP)               | 5 487   | 5,54   |                    |  |
|                | Union constitutionnelle (UC)                                | 5 338   | 5,39   |                    |  |
|                | Fédération de la gauche démocratique (FGD)                  | 2 984   | 3,01   |                    |  |
|                | Parti des Néo-Démocrates (PND)                              | 492     | 0,50   |                    |  |
|                | Mouvement démocratique et social (MDS)                      | 445     | 0,45   |                    |  |
|                | Front des forces démocratiques (FFD)                        | 290     | 0,29   |                    |  |
|                | Parti démocratique de l'indépendance (PDI)                  | 259     | 0,26   |                    |  |
|                | Parti de l'Espoir (PE)                                      | 213     | 0,21   |                    |  |
|                | Parti de la renaissance (PAN)                               | 144     | 0,15   |                    |  |
|                | Parti de l'environnement et du développement durable (PEDD) | 131     | 0,13   |                    |  |
|                |                                                             |         |        |                    |  |
| Inscrits       | Inscrits                                                    | 194 562 | 100,00 |                    |  |
| Abstentions    | Abstentions                                                 | 95 452  | 49,06  |                    |  |
| Exprimés       | Exprimés                                                    | 99 110  | 50,94  |                    |  |

Mustapha El Khalfi a été nommé le 5 avril 2017 porte-parole du gouvernement, son siège est cédé à M'Hamed Abdelhak.

#### Élections de 2021
| Parti       | Parti                                               | Voix    | %      | Député(s) élus     |  |
| ----------- | --------------------------------------------------- | ------- | ------ | ------------------ |  |
|             | Union socialiste des forces populaires (USFP)       | 31 160  | 21,73  | Abdelghani Mekhdad |  |
|             | Parti authenticité et modernité (PAM)               | 30 366  | 21,18  | Abdelfattah Ammar  |  |
|             | Rassemblement national des indépendants (RNI)       | 21 492  | 14,99  | Abdelkader Kandil  |  |
|             | Parti de l'Istiqlal (PI)                            | 21 241  | 14,81  | Mohamed Naji       |  |
|             | Union constitutionnelle (UC)                        | 17 169  | 11,97  |                    |  |
|             | Front des forces démocratiques (FFD)                | 8 041   | 5,61   |                    |  |
|             | Mouvement populaire (MP)                            | 5 308   | 3,70   |                    |  |
|             | Parti de la justice et du développement (PJD)       | 4 247   | 2,96   |                    |  |
|             | Parti du progrès et du socialisme (PPS)             | 1 305   | 0,91   |                    |  |
|             | Alliance de la fédération de gauche (AGD)           | 1 225   | 0,85   |                    |  |
|             | Parti de l'unité et de la démocratie (PUD)          | 641     | 0,45   |                    |  |
|             | Parti socialiste unifié (PSU)                       | 535     | 0,37   |                    |  |
|             | Parti de la liberté et de la justice sociale (PLJS) | 381     | 0,27   |                    |  |
|             | Parti travailliste (PT)                             | 269     | 0,19   |                    |  |
|             |                                                     |         |        |                    |  |
| Inscrits    | Inscrits                                            | 206 689 | 100,00 |                    |  |
| Abstentions | Abstentions                                         | 63 309  | 30,63  |                    |  |
| Exprimés    | Exprimés                                            | 143 380 | 69,37  |                    |  |